# Commercial Bank of Ethiopia
Commercial Bank of Ethiopia (CBE) är en etiopisk bank- och finanskoncern, grundad år 1942 i Addis Abeba där banken har sitt huvudkontor. Commercial Bank of Ethiopia samarbetar även med den nationella centralbanken National Bank of Ethiopia. Banken är den största banken i landet med cirka 51 miljoner bankkunder varav 50,5 miljoner i Etiopien och de resterade i grannlandet Sudan.

## Verksamhet
Commercial Bank of Ethiopia har 205 bankkontor i Etiopien samt ett bankkontor i södra Sudan (Juba), man har omkring 51 miljoner bankkunder och cirka 1 miljon företagskunder i landet. Den etiopiska staten äger omkring 40,2 procent av bankens aktier. Förutom att banken är den största i Etiopien är den också en av Afrikas största och mest stabila banker.